# T Columbae
T Columbae är en pulserande variabel av Mira Ceti-typ i stjärnbilden Duvan.
Stjärnan varierar i visuell magnitud från 6,6 till 12,7 med en period av 229 dygn.